# Papamosques pit-rogenc
El papamosques pit-rogenc (Ficedula dumetoria) és una espècie d'ocell de la família dels muscicàpids (Muscicapidae). Es troba a Brunei, Indonèsia, Malàisia i Tailàndia. El seu hàbitat natural són els boscos tropicals i subtropicals de frondoses humits de les terres baixes i de l'estatge montà. El seu estat de conservació es considera de risc mínim.
L'antiga subespècie Ficedula dumetoria riedeli se sol considerar ara com una espècie separada: el papamosques de les Tanimbar (Ficedula riedeli).